# 茂基國際
茂基國際有限公司，簡稱茂基國際（英語：MKI CORPORATION LIMITED，港交所除牌時0206.HK），在1989年9月13日，由國泰城市投資有限公司，也是當時是百利保國際控股有限公司旗下，而前身為「國泰城市國際控股有限公司」。
當時經營香港房地產業務，而當時主要投資者王麗明，由於經營和財政嚴重問題，於是被港交所自動停牌，直至1995年10月15日，正式被永興集團有限公司合併，組成瑞昌控股有限公司正式取代上市。
但之後在1998年4月24日，已更名為北方礦業股份有限公司（前身為新萬泰控股有限公司）。

## 連結
- NorthMining.com.hk （页面存档备份，存于）